# Argai
Argai (en francés: Argaï : La Prophétie) es una serie animada francesa de 26 episodios, producida por TF1, Carrere, La Coloniale y D'Ocon Films Productions.

## Historia
La historia comienza en 1250. Oriala, la Reina de la Oscuridad arroja una oscura maldición sobre la princesa Ángel, la novia de Argai, para robar de nuevo la juventud y la edad, por lo inmortal y la edad adulta. Para salvar la bella. Argai viaja a través del tiempo y se encuentra en la ciudad de New York el año 2075, donde fue conquistado por la malvada Reina. Allí conoce a un detective simpático Oscar Bombilla, su ayudante Barnaby y su secretaria Moony Moon. Los tres deciden ayudarle en su batalla contra la Reina. El Libro de las Profecías descubrir que hay una poción hecha de sólo 13 ingredientes diferentes que tienen el deseo de romper el hechizo de oscuridad ... De lo contrario, es la copia del libro, los robos de balón Reina. Argai inicia el viaje con sus amigos a encontrar los ingredientes para la poción y liberar la hermosa Angel.

## Personajes
- Argai
- Angel
- Oscar
- Barnaby
- Moony Moon
- Hugsley Barns
- Oriala/Reina de Oscuridad
- Gekko
- Padre de Argai
- Pasha
- Sr. Po
- Capitàn Billy
- Hermano Gregory
- Hermano Tich
- Rey Khar
- Jason
- Maestro Wang
- Elfo de Bosque
- Princesa Lorelai
- Singa
- Posadero / Viticultor en París
- Ciegos hostelero en París
- Hada Melusina
- Asistente del hada Melusina
- Tiberias

## Episodios
1. El Prince Argai
2. El Hombre Enmascarado
3. New York, 2075
4. F-07
5. El Gran Viaje
6. Notre-Dame de París
7. La Mandragòra
8. El Amuleto de Faraòn
9. El Camino a las Cruzadas
10. Alyasha
11. El Sumergido en Venecia
12. El Bosque Encantado
13. En la Tierra de los Celtas
14. Flor de loto
15. El Desierto de Awikango
16. El Monasterio de Tirloch
17. El Torneo de Caballero
18. La Gran Evasión
19. El Orquídea Salvaje
20. La Perla Sagrada
21. El Incensario
22. El hada Melusina
23. La Señora Blanca
24. Angel
25. El Último Combate